# Physoschistura meridionalis
Physoschistura meridionalis és una espècie de peix de la família dels balitòrids i de l'ordre dels cipriniformes.

## Morfologia
- Cos amb 15-25 franges irregulars amb les vores fosques i el centre pàl·lid.
- Els mascles poden assolir 5,7 cm de longitud total.
- La base de l'aleta caudal presenta una franja amb un punt a l'extrem superior i una taca allargada verticalment en la meitat inferior.[7][8]

## Hàbitat
És un peix d'aigua dolça, bentopelàgic i de clima subtropical.

## Distribució geogràfica
Es troba a Àsia: la conca del riu Mekong al nord de Laos i la Xina (Yunnan).

## Amenaces
Les seues principals amenaces són la desforestació i les pràctiques agrícoles gens sostenibles.